# Kayleigh
Kayleigh is een nummer van de Schotse band Marillion uit 1985 en is tevens een Schotse naam. Na het uitbrengen van dit nummer en het album Misplaced Childhood, steeg de populariteit van deze naam. Op 6 mei 1985 werd het nummer op single uitgebracht.

## Achtergrond
"Kayleigh" werd een grote hit in vrijwel geheel Europa en is nog regelmatig terug te vinden in lijsten als de NPO Radio 2 Top 2000 van de Nederlandse publieke radiozender NPO Radio 2. De plaat gaat over liefde, gebroken harten en een bitter einde, over een relatie die zanger Fish had, met ene Kay Lee. Een manier om sorry te zeggen tegen de vrouw met wie Fish een relatie had. 
In Nederland was de plaat op donderdag 20 juni 1985 TROS Paradeplaat op de befaamde TROS donderdag op Hilversum 3 en werd een grote hit in de destijds drie landelijke hitlijsten op de nationale publieke popzender. De plaat stond acht weken in de Nederlandse Top 40, waarvan één week op de 16e positie en bereikte eveneens de 16e positie in de TROS Top 50. In de Nationale Hitparade werd de 12e positie bereikt. In de Europese hitlijst op Hilversum 3, de TROS Europarade, werd de 11e positie behaald.
In België bereikte de plaat slechts de 38e positie in de voorloper van de Vlaamse Ultratop 50. In de Vlaamse Radio 2 Top 30 en de Waalse hitlijst werd géén notering behaald.
In de op goede vrijdag 29 maart 1991 door Veronica op Radio 3 uitgezonden Top 100 Aller Tijden, stond Kayleigh op de 2e positie, achter Bohemian Rapsody.

## Hitnoteringen

### Nederlandse Top 40
| "Kayleigh" in de Nederlandse Top 40 - binnen: 06-07-1985 | "Kayleigh" in de Nederlandse Top 40 - binnen: 06-07-1985 | "Kayleigh" in de Nederlandse Top 40 - binnen: 06-07-1985 | "Kayleigh" in de Nederlandse Top 40 - binnen: 06-07-1985 | "Kayleigh" in de Nederlandse Top 40 - binnen: 06-07-1985 | "Kayleigh" in de Nederlandse Top 40 - binnen: 06-07-1985 | "Kayleigh" in de Nederlandse Top 40 - binnen: 06-07-1985 | "Kayleigh" in de Nederlandse Top 40 - binnen: 06-07-1985 | "Kayleigh" in de Nederlandse Top 40 - binnen: 06-07-1985 | "Kayleigh" in de Nederlandse Top 40 - binnen: 06-07-1985 |
| Week                                                     | 1                                                        | 2                                                        | 3                                                        | 4                                                        | 5                                                        | 6                                                        | 7                                                        | 8                                                        |                                                          |
| -------------------------------------------------------- | -------------------------------------------------------- | -------------------------------------------------------- | -------------------------------------------------------- | -------------------------------------------------------- | -------------------------------------------------------- | -------------------------------------------------------- | -------------------------------------------------------- | -------------------------------------------------------- | -------------------------------------------------------- |
| Nummer                                                   | 38                                                       | 30                                                       | 22                                                       | 17                                                       | 17                                                       | 16                                                       | 17                                                       | 24                                                       | uit                                                      |

### Nationale Hitparade
| "Kayleigh" in de Nationale Hitparade - binnen 06-07-1985 | "Kayleigh" in de Nationale Hitparade - binnen 06-07-1985 | "Kayleigh" in de Nationale Hitparade - binnen 06-07-1985 | "Kayleigh" in de Nationale Hitparade - binnen 06-07-1985 | "Kayleigh" in de Nationale Hitparade - binnen 06-07-1985 | "Kayleigh" in de Nationale Hitparade - binnen 06-07-1985 | "Kayleigh" in de Nationale Hitparade - binnen 06-07-1985 | "Kayleigh" in de Nationale Hitparade - binnen 06-07-1985 | "Kayleigh" in de Nationale Hitparade - binnen 06-07-1985 | "Kayleigh" in de Nationale Hitparade - binnen 06-07-1985 | "Kayleigh" in de Nationale Hitparade - binnen 06-07-1985 |
| Week                                                     | 1                                                        | 2                                                        | 3                                                        | 4                                                        | 5                                                        | 6                                                        | 7                                                        | 8                                                        | 9                                                        |                                                          |
| -------------------------------------------------------- | -------------------------------------------------------- | -------------------------------------------------------- | -------------------------------------------------------- | -------------------------------------------------------- | -------------------------------------------------------- | -------------------------------------------------------- | -------------------------------------------------------- | -------------------------------------------------------- | -------------------------------------------------------- | -------------------------------------------------------- |
| Nummer                                                   | 20                                                       | 16                                                       | 12                                                       | 20                                                       | 19                                                       | 24                                                       | 26                                                       | 36                                                       | 40                                                       | uit                                                      |

### TROS Top 50
In deze hitlijst bereikte de plaat de 16e positie en stond 5 weken genoteerd in de lijst.

### NPO Radio 2 Top 2000
| Nummer met noteringen in de NPO Radio 2 Top 2000 | '99 | '00 | '01 | '02 | '03 | '04 | '05 | '06 | '07 | '08 | '09 | '10 | '11 | '12 | '13 | '14 | '15 | '16 | '17 | '18 | '19 | '20 | '21 | '22 | '23 | '24 |
| ------------------------------------------------ | --- | --- | --- | --- | --- | --- | --- | --- | --- | --- | --- | --- | --- | --- | --- | --- | --- | --- | --- | --- | --- | --- | --- | --- | --- | --- |
| Kayleigh                                         | 38  | 55  | 68  | 73  | 66  | 103 | 121 | 115 | 154 | 111 | 173 | 198 | 217 | 159 | 174 | 163 | 172 | 191 | 173 | 195 | 221 | 189 | 181 | 192 | 198 | 216 |

1. ↑  Een vetgedrukt getal geeft de hoogste notering aan.